# Phaeosphaeriopsis obtusispora
Phaeosphaeriopsis obtusispora är en svampart som först beskrevs av Speg., och fick sitt nu gällande namn av M.P.S. Câmara, M.E. Palm & A.W. Ramaley 2003. Phaeosphaeriopsis obtusispora ingår i släktet Phaeosphaeriopsis och familjen Phaeosphaeriaceae.   Inga underarter finns listade i Catalogue of Life.